# 이호승 (축구 선수)
이호승(李昊乘, 1989년 12월 21일 ~ )은 대한민국의 축구 선수이다. 포지션은 골키퍼이다.

## 축구인 경력

### 선수 경력
2011년 J리그 디비전 2의 콘사돌레 삿포로에 입단하였다. 입단 직후 주전 골키퍼 자리를 꿰차 리그 36경기에 출전하였다. 유효 슈팅 방어율 1위를 기록하며 팀이 J리그 디비전 1으로 승격하는 데 주요한 역할을 하였다. 2012년 1부 리그에서도 주전 골키퍼로 활약하여 리그 초반 10경기에 출전하였으나 왼발 아킬레스건 부상을 입고 시즌을 마감하였다.
2016년 1월 5일, 전남 드래곤즈로의 이적이 발표되었다.
2020시즌을 앞두고 K3리그의 강릉시청에 입단했다.